# Inside Information (album)
| Recensione | Giudizio |
| ---------- | -------- |
| AllMusic   |          |

Inside Information è il sesto album in studio del gruppo anglo-statunitense Foreigner (gruppo musicale), pubblicato nel dicembre del 1987 dalla Atlantic Records. Nonostante abbia ottenuto un successo minore rispetto ai dischi precedenti del gruppo, l'album è comunque riuscito a registrare vendite importanti, trainato da singoli di successo come Say You Will e I Don't Want to Live Without You. È stato certificato disco di platino negli Stati Uniti dalla RIAA.

## Tracce
Tutte le canzoni sono state composte da Mick Jones e Lou Gramm, eccetto dove indicato.
1. Heart Turns to Stone – 4:29
2. Can't Wait – 4:27
3. Say You Will – 4:12
4. I Don't Want to Live Without You – 4:52 (Jones)
5. Counting Every Minute – 4:07
6. Inside Information – 4:09 (Jones)
7. The Beat of My Heart – 5:10
8. Face to Face – 3:53
9. Out of the Blue – 4:42 (Jones, Gramm, Rick Wills, Dennis Elliott)
10. A Night to Remember – 4:11

## Formazione
- Lou Gramm – voce
- Mick Jones – chitarra, tastiere, cori
- Rick Wills – basso, cori
- Dennis Elliott – batteria

### Altri musicisti
- Tom Bailey – tastiere in I Don't Want to Live Without You
- Kevin Jones – sintetizzatori, synclavier
- Ian Lloyd – cori
- Hugh McCracken – chitarra spagnola in Beat of My Heart
- Sammy Merendino – percussioni elettriche
- Mark Rivera – cori
- Peter-John Vattese – tastiere

### Produzione
- Mick Jones e Frank Filipetti – produzione
- Frank Filipetti – ingegneria del suono e missaggio
- Billy Miranda – ingegneria del suono (assistente)
- Ted Jensen – mastering presso lo Sterling Sound di New York
- Bob Defrin – direzione artistica

## Classifiche
| Classifica (1988) | Posizione massima |
| ----------------- | ----------------- |
| Canada            | 23                |
| Finlandia         | 1                 |
| Germania          | 7                 |
| Norvegia          | 5                 |
| Paesi Bassi       | 26                |
| Regno Unito       | 64                |
| Stati Uniti       | 15                |
| Svezia            | 11                |
| Svizzera          | 7                 |